# Гробинский уезд
Гробинский уезд (латыш. Grobiņas apriņķis, нем. Kreis Grobin) — административная единица Курляндской губернии, существовавшая в 1819 — 1920 годах. Уездный город — Гробин.

## История
Гробинский уезд основан в 1819 году в результате административной реформы, когда Гробинское гауптманство переформировалось в уезд.. В 1920 году Гробинский уезд вошёл в состав Латвии, центр был переведен в Лиепаю, а уезд переименован в Лиепайский. Паланга была передана Литве. 

## Население
По переписи 1897 года население уезда составляло 110 878 человек, в том числе в Гробине — 1490 жит., в Либаве — 64 489 жит., в местечке Поланген — 2149 жит.

### Национальный состав
Национальный состав по переписи 1897 года:
- латыши — 64 890 чел. (58,5 %),
- немцы — 16 942 чел. (15,3 %),
- русские — 7702 чел. (6,9 %),
- евреи — 7173 чел. (6,5 %),
- поляки — 6400 чел. (5,8 %),
- литовцы — 6118 чел. (5,5 %),

## Административное деление
В 1913 году в уезде было 13 волостей: 
| - Альтенбургская, - Асситенская, - Гавезенская, - Гробинская, - Дурбенская, - Медзен-Вирцниленская, - Нидербартауская, | - Обербартауская, - Перкуненская, - Прекульнская, - Рутцауская, - Тадайкенская, - Тальсенская, |